# Dryopteris cedroensis
Dryopteris cedroensis är en träjonväxtart som beskrevs av Gibby, Widén. Dryopteris cedroensis ingår i släktet Dryopteris och familjen Dryopteridaceae. Inga underarter finns listade.